# Storm Darcy

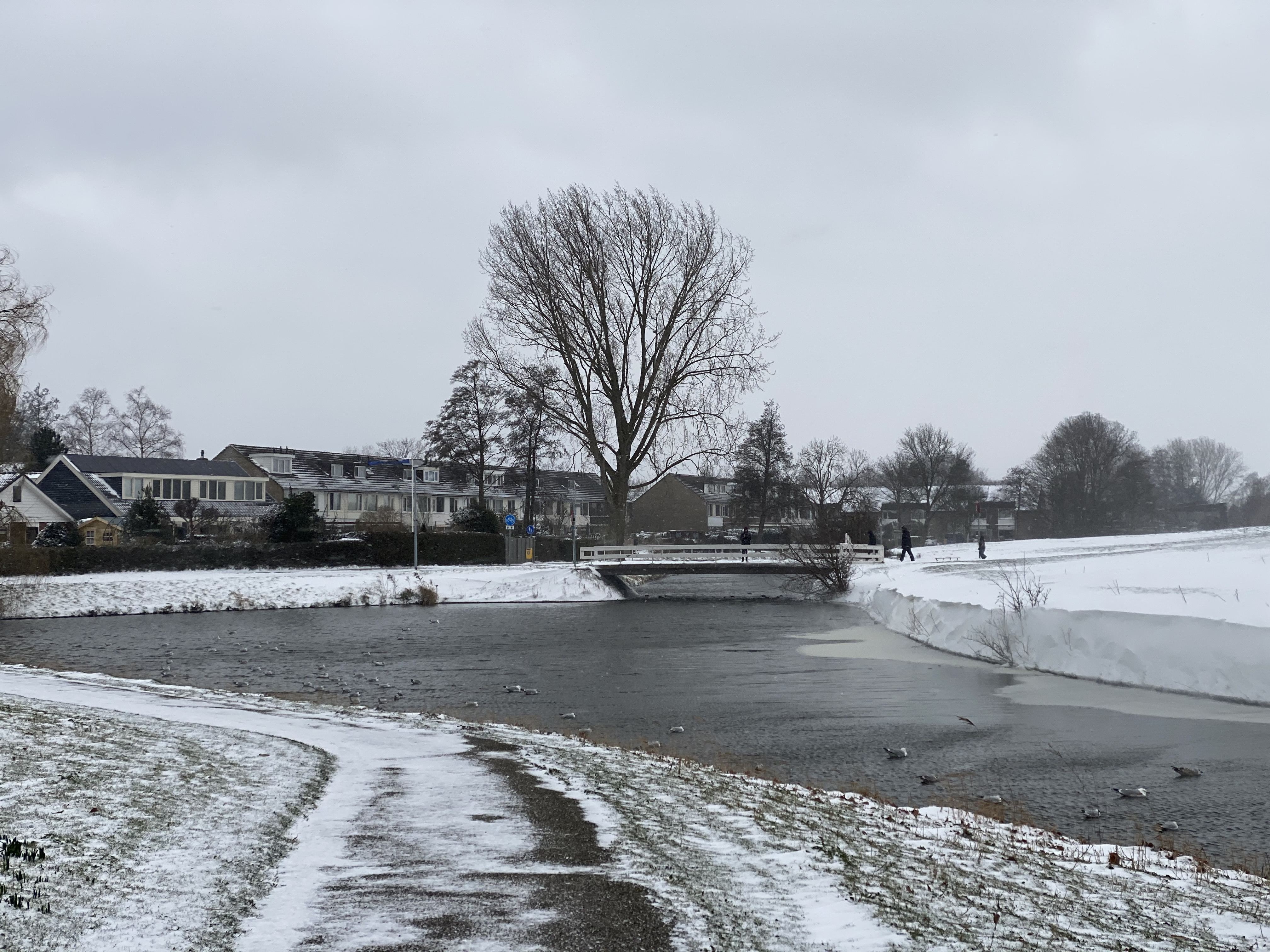
Stuifsneeuw in Hoofddorp tijdens de storm

Storm Darcy (in Duitsland storm Tristan) was een storm die delen van West-Europa trof vanaf 6 februari 2021. In Nederland, België, het oosten van het Verenigd Koninkrijk en delen van het noorden en westen van Duitsland ging de harde wind gepaard met driftsneeuw, waardoor er sneeuwduinen ontstonden.

## Gevolgen in Nederland en België
Op 6 februari gaf het KNMI een weeralarm voor gladheid af, waarna de GGD bekend maakte dat alle coronatestlocaties op 7 februari dicht zouden gaan. De NS liet op zondag 7 februari geen treinen rijden.
In België kondigde het KMI code oranje af. De gevolgen bleven beperkt.

## Gevolgen rest van Europa
In gebieden in Duitsland viel wel 25 tot 40 centimeter sneeuw. Ook daar werd het treinverkeer grotendeels platgelegd.
In het noorden van Engeland kwamen overstromingen voor, veroorzaakt door zowel sneeuw als regen. Verder werden er ook veel treinen geannuleerd en werd mensen afgeraden de trein te nemen.